# Friedrich von Admont
Friedrich OSB (* um oder nach 1100; † 20. April 1262 in Salzburg) war ein salzburgischer römisch-katholischer Geistlicher und von 1259 bis 1262 Abt der Benediktinerabtei St. Blasius zu Admont.
1259 wurde der bisherige Sakristan des Klosters, Friedrich, zum Abt gewählt, in dessen nur dreijähriges Abbatiat eine durch Misswuchs und Viehseuchen verursachte Hungersnot fiel, die den Konvent zwang, im Stift Sankt Peter in Salzburg Schutz zu suchen.
Für das Stift Garsten erwirkte Abt Friedrich gemeinsam mit Abt Gottschalk von Sankt Lambrecht und Propst Friedrich von Stift Gurk 1261 in Viterbo von Papst Urban IV. eine Bestätigungsbulle. Abt Friedrich selbst erhielt 1262 von Papst Urban eine Bestätigung der Admonter Rechte, die auch konkrete disziplinarische Weisungen „hinsichtlich jener Mönche, welche auf grobe Weise die Ordensregeln und die Hausdisziplin verletzt hatten“, beinhaltete.